# Dirk Brouwer (architect)
Dirk (Dick) Brouwer (Alkmaar, 23 november 1899 - Overveen, 17 november 1941) was een Nederlands architect en ten tijde van de Tweede Wereldoorlog een verzetsman.
Brouwer was bij diverse architecten in de leer en volgde de cursus voor Hooger Bouwkunst Onderricht te Amsterdam. In zijn loopbaan opende hij een eigen architectenbureau in Amsterdam. Gaandeweg ontwierp hij tal van warenhuizen in Nederland waaronder 24 vestigingen van de HEMA, en vestigingen van Galeries Modernes te Utrecht en Amsterdam. In samenwerking met de bekende architect Willem Dudok ontwierp hij magazijnen voor de Rotterdamse vestiging van De Bijenkorf. Daarnaast zijn ontwerpen bekend van Brouwer van onder andere villa's. In zijn ontwerpen zijn elementen terug te vinden uit de nieuwe zakelijkheid en het functionalisme. Diverse van zijn werken zijn vandaag de dag, in al dan niet verbouwde vorm, gewaardeerd als monument.
In de Tweede Wereldoorlog sloot Brouwer zich aan bij het verzet. Onder meer vervaardigde hij als verzetsman tekeningen van vliegvelden, verleende steun aan de verzetskrant Vrij Nederland en verzorgde onderdak aan gezochte personen zoals J.J.G. Beelaerts van Blokland. In 1941 dook Brouwer onder nadat diverse verzetsmensen waren opgepakt. Al binnen enkele weken, op 7 oktober, werd hij echter gearresteerd. Na het krijgen van een doodvonnis wegens hulp aan de vijand, is Brouwer op 41-jarige leeftijd geëxecuteerd te Overveen op 17 november 1941. Dirk Brouwer ligt begraven op de Eerebegraafplaats Bloemendaal, vak/rij/nummer: 27.

## Oeuvre (onvolledig)
- Villa aan de Juliana van Stolberglaan 5 te Alkmaar, ca. 1927, gemeentelijk monument
- Busgarage Schalkwijk met bovenwoningen te Bergen, ca. 1931, rijksmonument[2]
- Vestiging van de HEMA te Heerlen, ca. 1938, rijksmonument[3]
- Vestiging van de Galeries Modernes te Utrecht, 1938, gemeentelijk monument
- Uitbreiding van de Amsterdamse vestiging van De Bijenkorf, 1938[4]
- Hoofdkantoor van de Glasfabriek, Buitenhavenweg Schiedam, eind 30-er jaren

## Afbeeldingen

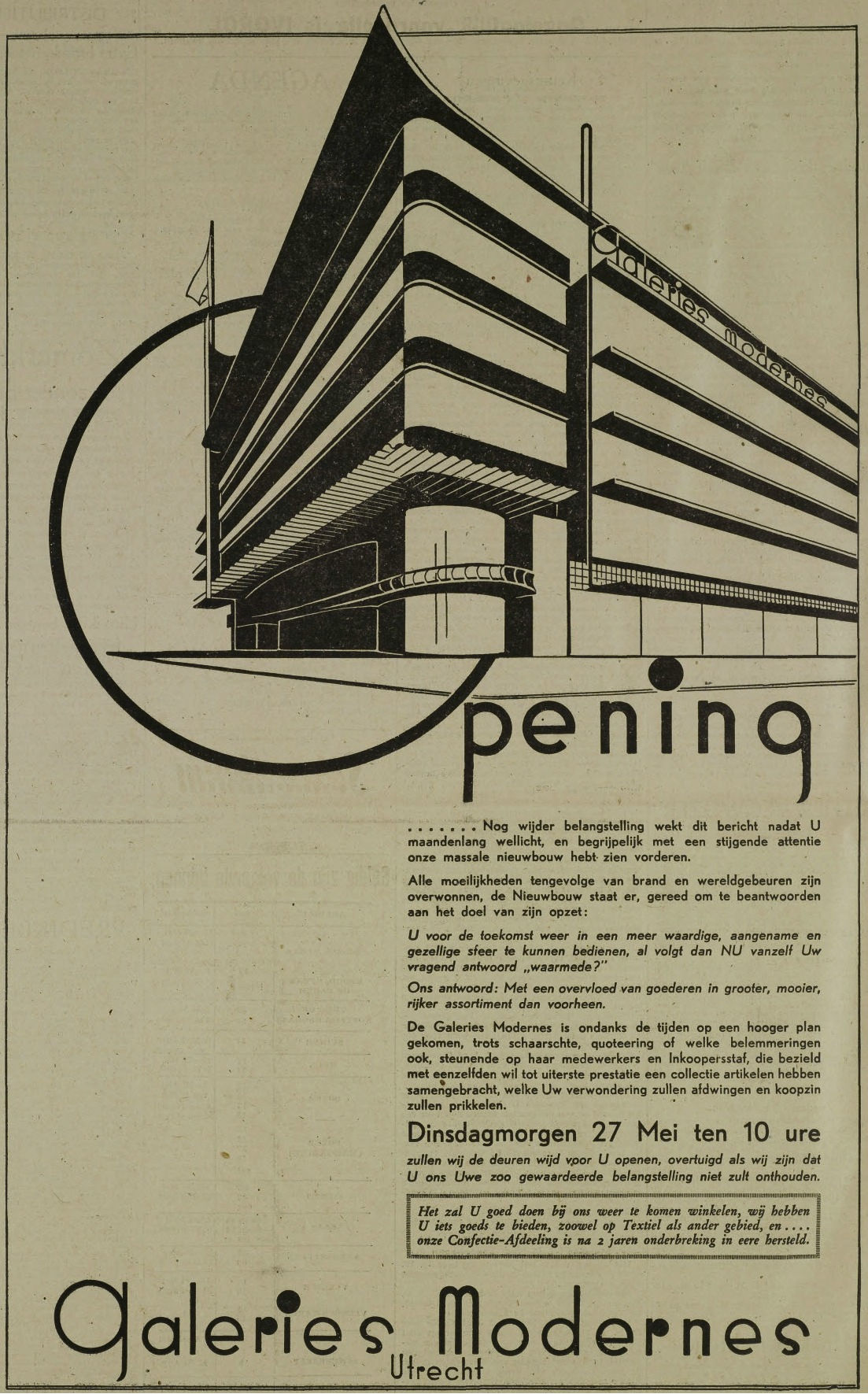
De Utrechtse vestiging van de Galeries Modernes, een ontwerp van Dirk Brouwer uit 1938.
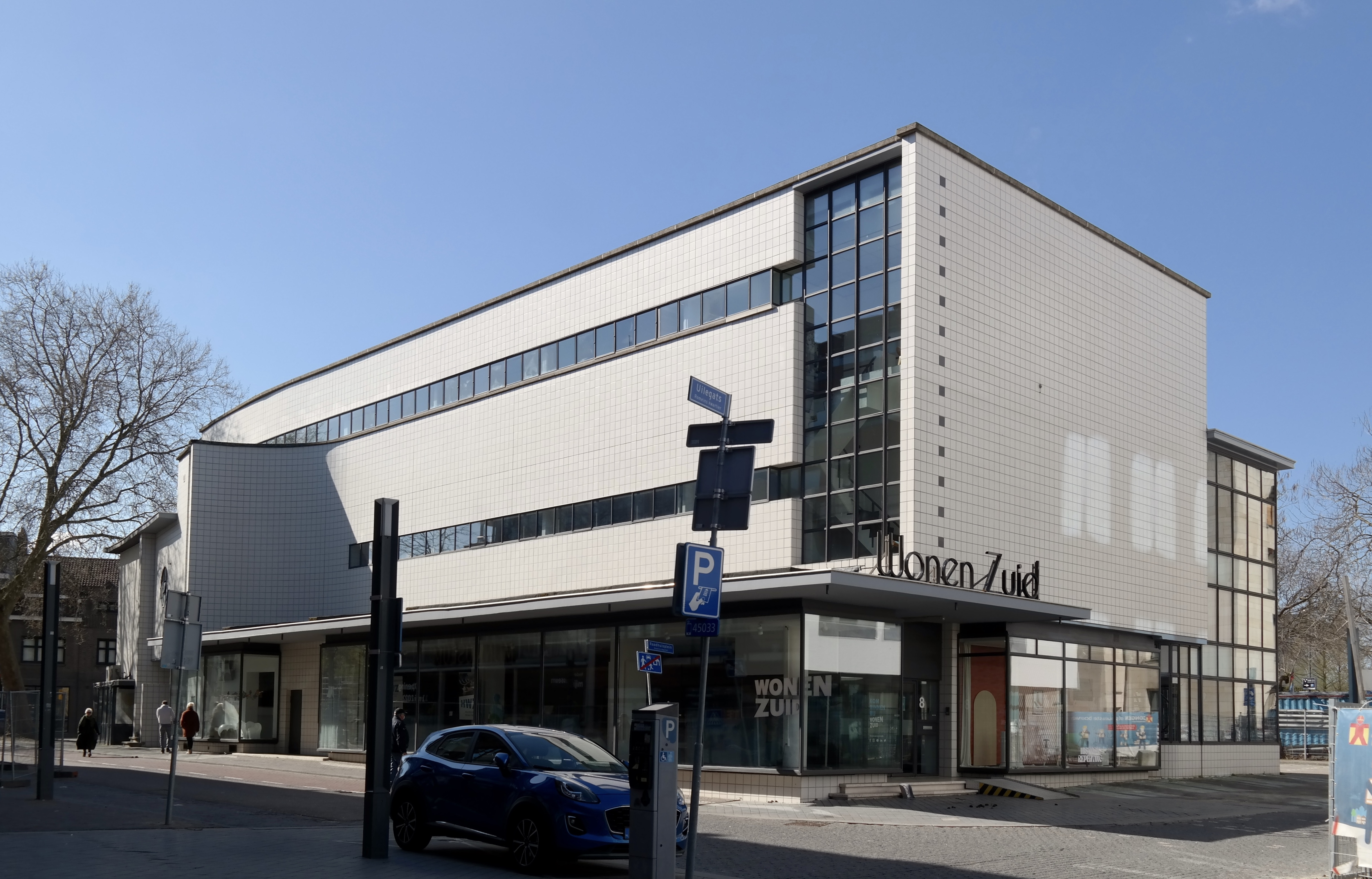
Voormalige vestiging van de HEMA te Heerlen.